# تیروگلوبولین
تیروگلوبولین (Tg) یک گلیکوپروتئین دایمریک ۶۶۰ کیلو دالتونی است که توسط سلول‌های فولیکولی تیروئید تولید می‌شود و به‌طور کامل در غدهٔ تیروئید استفاده می‌شود. تیروگلوبولین ترشح‌شده، به میزان صدها گرم در لیتر در بخش خارج سلولی فولیکول‌های تیروئید جمع می‌شود و تقریباً نیمی از محتوای پروتئین غدهٔ تیروئید را تشکیل می‌دهد. تیروگلوبولین انسانی (hTG) یک همودایمر از زیرواحدها است که هر کدام حاوی ۲٬۷۶۸ اسید آمینهٔ سنتزشده است (یک پپتید سیگنال کوتاه از ۱۹ اسید آمینه ممکن است از پایانه-N در پروتئین بالغ حذف شود).
تیروگلوبولین در تمام مهره‌داران، پیش‌ساز اصلی هورمون‌های تیروئیدی است. هر مولکول تیروگلوبولین حاوی تقریباً ۱۰۰–۱۲۰ باقیماندهٔ تیروزین است. هر مولکول تیروگلوبولین تقریباً ۱۰ مولکول هورمون تیروئید را تشکیل می‌دهد.

## عملکرد

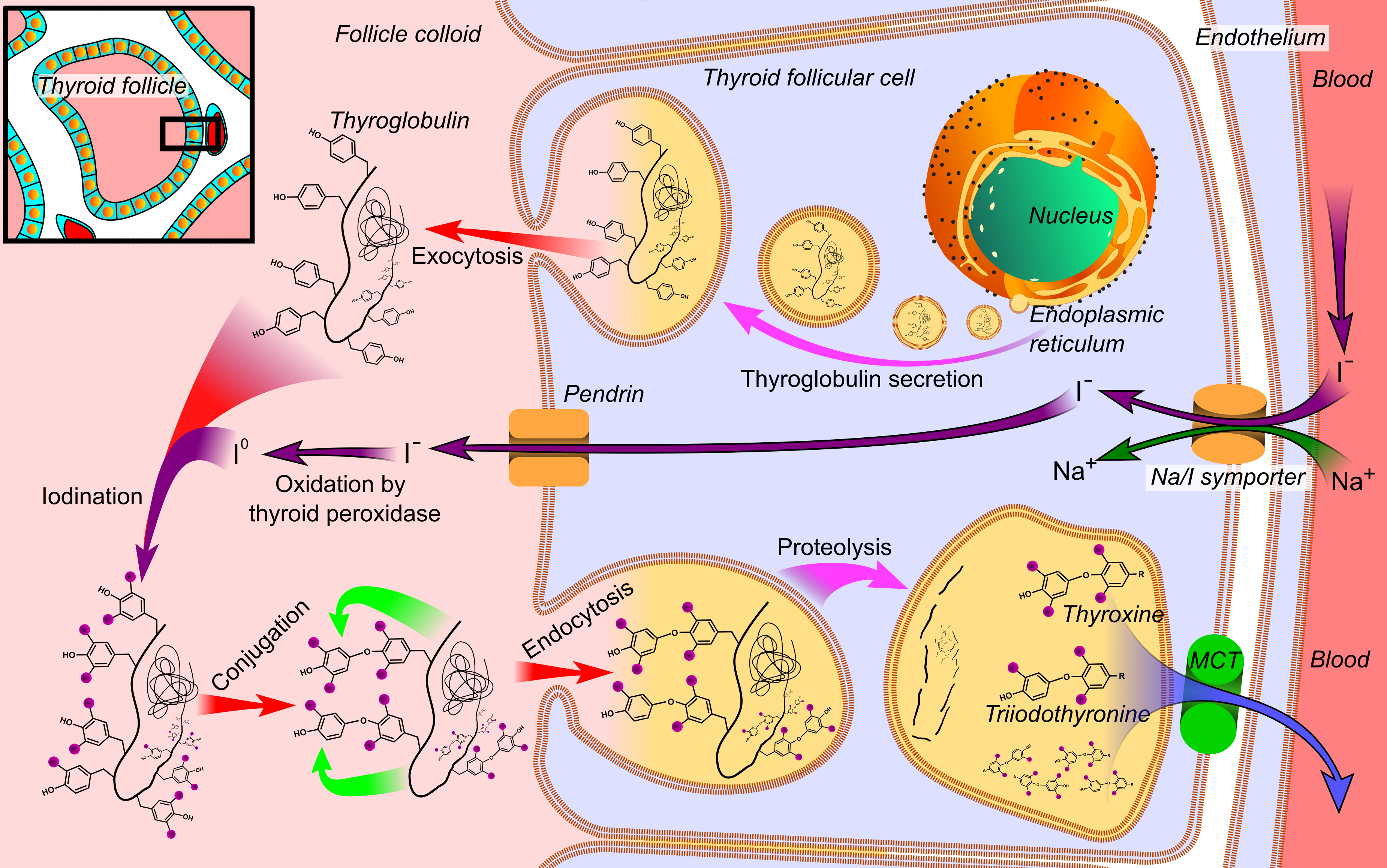
سنتز هورمون تیروئید، این تصویر تیروگلوبولین را از تولید در شبکه آندوپلاسمی خشن تا انتشار پروتئولیتیک هورمون‌های تیروئید نشان می‌دهد.

تیروگلوبولین به‌عنوان بستری برای سنتز هورمون‌های تیروئید تیروکسین (T4) و تری‌یدوتیرونین (T3) و همچنین ذخیره اشکال غیرفعال هورمون تیروئید و ید در لومن فولیکولی فولیکول تیروئید عمل می‌کند.
هورمون‌های تیروئیدی که به تازگی ساخته شده‌اند (T3 و T4) به تیروگلوبولین متصل می‌شوند و بخش کلوئیدی داخل فولیکول را تشکیل می‌دهند. هنگامی که توسط هورمون محرک تیروئید (TSH) تحریک می‌شود، کلوئید از لومن فولیکولی به سلول‌های اپیتلیال فولیکولی تیروئید اطراف آن اندوسیتوز می‌شود. کلوئید، متعاقباً توسط پروتئازها جدا می‌شود تا تیروگلوبولین از اتصالات T3 و T4 آزاد شود.
فرم‌های فعال هورمون تیروئید، T3 و T4، سپس در گردش خون آزاد می‌شوند که یا متصل نیستند یا به پروتئین‌های پلاسما متصل می‌شوند و تیروگلوبولین دوباره به لومن فولیکولی بازیافت می‌شود که در آن‌جا می‌تواند به‌عنوان بستری برای سنتز هورمون تیروئید عمل کند.

## اهمیت بالینی
متابولیسم تیروگلوبولین در کبد از طریق بازیافت پروتئین غدهٔ تیروئید اتفاق می‌افتد. تیروگلوبولین در حال گردش، نیمه‌عمر ۶۵ ساعت دارد. پس از جراحی تیروئیدوکتومی، حذف و برداشتن تیروئید، ممکن است چندین هفته طول بکشد تا سطح تیروگلوبولین، غیرقابل تشخیص شود. سطح تیروگلوبولین باید به‌طور منظم برای چند هفته یا چند ماه پس از برداشتن تیروئید آزمایش شود. پس از این‌که سطح تیروگلوبولین، غیرقابل تشخیص شد (به‌دنبال تیروئیدکتومی)، سطح آن را می‌توان در پیگیری بیماران مبتلا به کارسینوم تیروئید پاپیلاری یا فولیکولی به‌صورت متوالی بررسی کرد.
افزایش بعدی سطح تیروگلوبولین نشانه‌ای از عود کارسینوم تیروئید پاپیلاری یا فولیکولی است. به عبارت دیگر، افزایش سطح تیروگلوبولین در خون ممکن است نشانه‌ای از رشد سلول‌های سرطانی تیروئید و/یا گسترش سرطان باشد. از این رو، سطوح تیروگلوبولین در خون عمدتاً به‌عنوان یک نشانگر تومور برای انواع خاصی از سرطان تیروئید (به‌ویژه سرطان تیروئید پاپیلاری یا فولیکولی) استفاده می‌شود. تیروگلوبولین توسط کارسینوم مدولاری یا آناپلاستیک تیروئید تولید می‌شود.
سطح تیروگلوبولین از طریق یک آزمایش خون ساده آزمایش می‌شود. آزمایش‌ها اغلب پس از درمان سرطان تیروئید تجویز می‌شوند.

### آنتی‌بادی‌های تیروگلوبولین
در آزمایشگاه بالینی، آزمایش تیروگلوبولین را می‌توان با وجود آنتی‌بادی‌های ضدتیروگلوبولین (ATA، که TgAb نامیده می‌شود) انجام داد. آنتی‌بادی‌های ضدتیروگلوبولین در ۱ از هر ۱۰ فرد عادی و درصد بیشتری از بیماران مبتلا به سرطان تیروئید وجود دارد. وجود این آنتی‌بادی‌ها می‌تواند منجر به سطوح کاذب پایین (یا به ندرت کاذب بالای) تیروگلوبولین گزارش‌شده شود، این مشکل را می‌توان با آزمایشی همزمان برای حضور ATA تا حدودی از آن جلوگیری کرد.
ATAها اغلب در بیماران مبتلا به تیروئیدیت هاشیموتو یا بیماری گریوز یافت می‌شوند. وجود آن‌ها در تشخیص این بیماری‌ها کاربرد محدودی دارد، زیرا ممکن است در افراد یوتیروئید سالم نیز وجود داشته باشد. ATAها همچنین در بیماران مبتلا به انسفالوپاتی هاشیموتو، یک اختلال عصبی غدد درون‌ریز مرتبط با تیروئیدیت هاشیموتو، اما نه ناشی از آن، یافت می‌شوند.

## فعل و انفعالات
نشان داده شده‌است که تیروگلوبولین با پروتئین اتصال‌دهنده ایمونوگلوبولین اتصالی تعامل دارد.